# Louis-Dominique Bouffey
Louis Dominique Aimable Bouffey est un homme politique français né le 31 août 1748 à Villers-Bocage (Calvados) et décédé le 22 juin 1820 à Argentan (Orne).
Médecin du Comte de Provence, frère de Louis XVI, avant la Révolution, il s'installe à Argentan puis devient administrateur et procureur syndic du district, sous-préfet d'Argentan en 1808 et député de l'Orne de 1808 à 1812 et de 1814 à 1815.

## Sources
- « Louis-Dominique Bouffey », dans Adolphe Robert et Gaston Cougny, Dictionnaire des parlementaires français, Edgar Bourloton, 1889-1891 [détail de l’édition]